# Cathédrale de Foggia
Pour les articles homonymes, voir Foggia (homonymie).
 (août 2018).
Si vous disposez d'ouvrages ou d'articles de référence ou si vous connaissez des sites web de qualité traitant du thème abordé ici, merci de compléter l'article en donnant les références utiles à sa vérifiabilité et en les liant à la section « Notes et références ».
La cathédrale de Foggia ou cathédrale Notre-Dame-de-l'Assomption-au-Ciel (en italien : Cattedrale della Beata Vergine Maria Assunta in Cielo) est une église catholique romaine construite entre 1172 et 1179 à Foggia, en Italie. Il s'agit de la cathédrale de l'archidiocèse de Foggia-Bovino.

## Histoire
L'histoire de la cathédrale est étroitement liée à la découverte et la vénération de la Madonna dei sette veli (en français : Madone aux sept voiles). C'est une grande table qui fut trouvée en 1062 par des paysans à l'occasion d'une apparition de la Sainte Vierge. Après l'avoir nettoyée, ils ont découvert qu'il s'agissait d'une icône très rare que ni l'eau ni les ravages du temps n'avaient réussi à détruire complètement. En 1080, le duc Robert Guiscard a voulu qu'une crypte soit aménagée au niveau de l'étang dans lequel l′Iconavetere avait été trouvée, afin que l'image sacrée puisse y demeurer.
En 1172, le sanctuaire fut agrandi par Guillaume II de Sicile, dit le Bon. Avec l'église s'est également développée la ville qui est rapidement devenue l'une des plus importantes du royaume.
En 1731, la collégiale de Foggia a été partiellement détruite par un violent tremblement de terre. En 1782, l'image sacrée fut couronnée par décret du Vatican, et en 1806, à la demande du pape Pie VII, l'église fut illustrée du titre de « basilique mineure ». Enfin, en 1855, avec l'institution du diocèse de Foggia sous Pie IX, l'église Santa Maria de Foggia fut élevée au rang de cathédrale du nouveau diocèse.

## Description

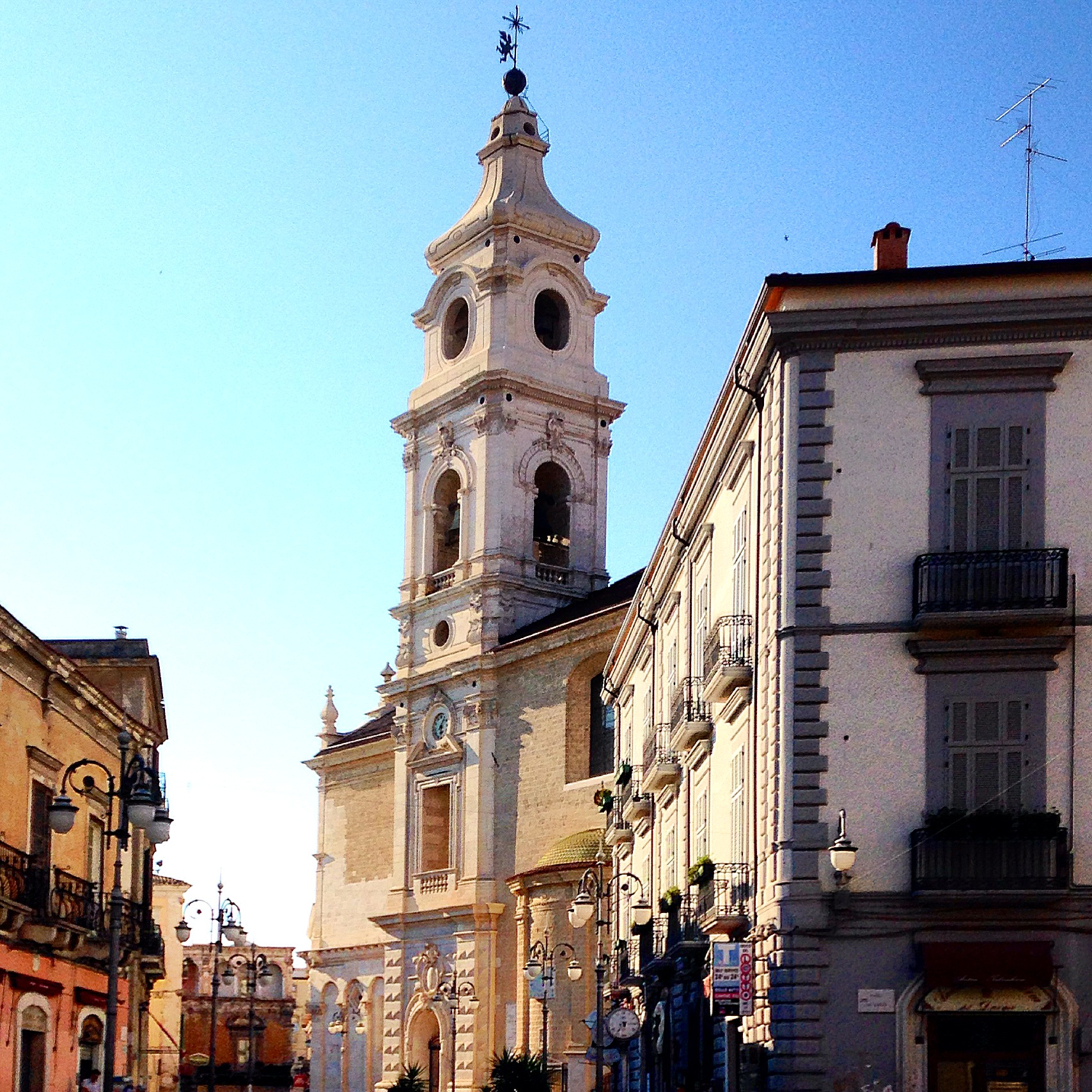
Le campanile.
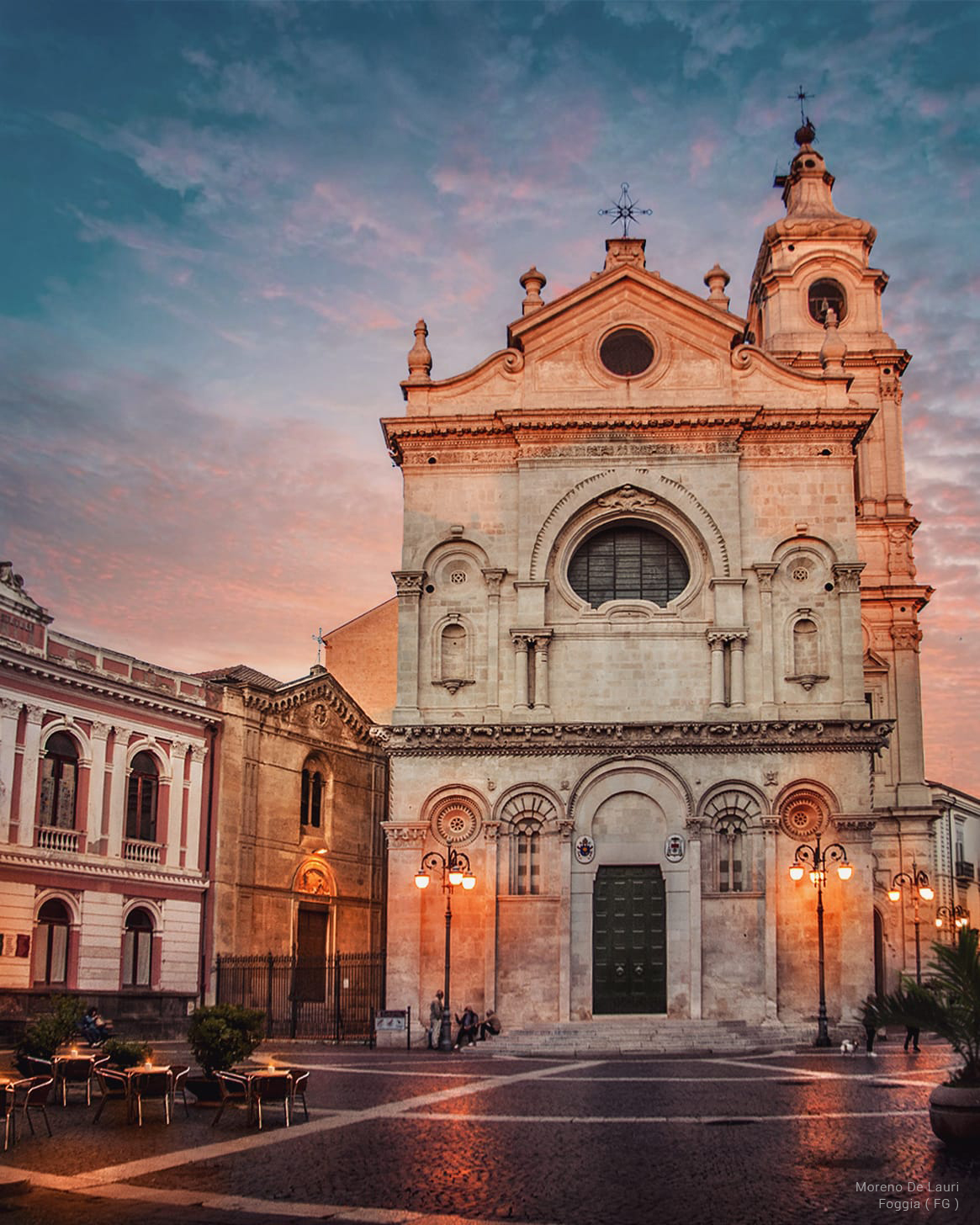
La façade.